# Gornji Majkovi - lokve
Gornji Majkovi - lokve este o arie protejată (sit de importanță comunitară — SCI) din Croația întinsă pe o suprafață de 13,18 ha, integral pe uscat.

## Localizare
Centrul sitului Gornji Majkovi - lokve este situat la coordonatele 42°46′26″N 17°54′40″E / 42.773782°N 17.911038°E.

## Înființare
Situl Gornji Majkovi - lokve a fost declarat sit de importanță comunitară în iulie 2013 pentru a proteja 1 specie de animale.

## Biodiversitate
Situată în ecoregiunea mediteraneană, aria protejată nu include niciun habitat protejat.
La baza desemnării sitului se află o specie protejată de  reptile: Mauremys rivulata.